# NGC 1944
NGC 1944 ist ein offener Sternhaufen in der Großen Magellanschen Wolke, im Sternbild Mensa. Das Objekt wurde am 8. Februar 1836 von John Herschel entdeckt.